# Shiho Niiyama
Shiho Niiyama (Japonés: 新山 志保, Pinyin: Niiyama Shiho), fue una seiyū japonesa que estaba afiliada con Aoni Production, fue muy conocida por ser el personaje de Seiya Kou en Sailor Moon Stars de la quinta temporada y Deedlit en Record of Lodoss War entre otros roles que interpretó. También se relacionó con un grupo de seiyūs, llamado Virgo, quienes son las seiyūs del anime y juego Ojōsama Sōsamō.

## Fallecimiento
En el verano de 1998 fue diagnosticada con una Leucemia mieloide aguda. Tras un año y medio de tratamiento falleció el 7 de febrero del año 2000. Luego de múltiples complicaciones derivadas del Cáncer como la: hipotensión que se agravó con una neumonía culminando finalmente en su deceso.
Después de su muerte, los roles que estaba interpretando en esos momentos fueron cubiertos por Tarako, Satsuki Yukino, Makiko Ōmoto y Junko Noda. El último trabajo de Niiyama fue interpretar a Deedlit en Record of Lodoss War, por último la película de Sailor Moon Cosmos la voz de Seiya Kou en la versión seiyū que era su personaje en 1996 fue interpretado por Marina Inoue en 2023.

## Filmografía
- Seiya Kou / Sailor Star Fighter en Sailor Moon Stars.
- Fuyumi en Sailor Moon Supers.
- Blue delmo Valerie en Agent Aika.
- Hiroko en Aoki Densetsu Shoot!
- Dorm Chief en Battle Athletes.
- Rie Shibusawa en Battle Skipper.
- Madre de Ōzora Tsubasa en Captain Tsubasa J.
- Sakada no Jiisan no Tsuma en Chibi Maruko-chan.
- Suou Takamura en CLAMP School Detectives.
- Kimiko Ayanokōji en Debutante Detective Corps.
- Juai en Detatoko Princess.
- Myonsaku Kim en Fatal Fury: The Motion Picture
- Risa Kanzaki en Gokinjo Monogatari.
- Atore en Hakugei: Legend of the Moby Dick.
- Mao en Hyper Police (ep 19).
- Dealer (ep 12) y la madre de Jude (ep 23) en Kuso Kagaku Sekai Gulliver Boy.
- Doris en Marmalade Boy.
- Anunciante A en Nanatsu no Umi no Tico (ep 36).
- Profesora de la Escuela de Enfermería en Ogre Slayer.
- Rei en Perfect Blue.
- Deedlit en Record of Lodoss War: Chronicles of the Heroic Knight.
- Kobachi-chan en Soreike! Anpanman.
- Momiji Kagariya en Starship Girl Yamamoto Yohko.
- Esposa de Tachiki en Vampire Princess Miyu (ep 17).
- Hidenori en You're Under Arrest (Ep 46).
- Narrador in BS Tantei Club: Yuki ni Kieta Kako.

## Trivia
- Su altura estimada es de 1.63 cm.
- Siendo la voz de Seiya, también interpretó las canciones de los "Three Lights" en Sailor Stars.
- Parte del grupo de cantantes Virgo en Ojōsama Sōsamō.
- Lanzó un sencillo en un CD, "Koi no Sousamou" en 1996.